# Badeunfall

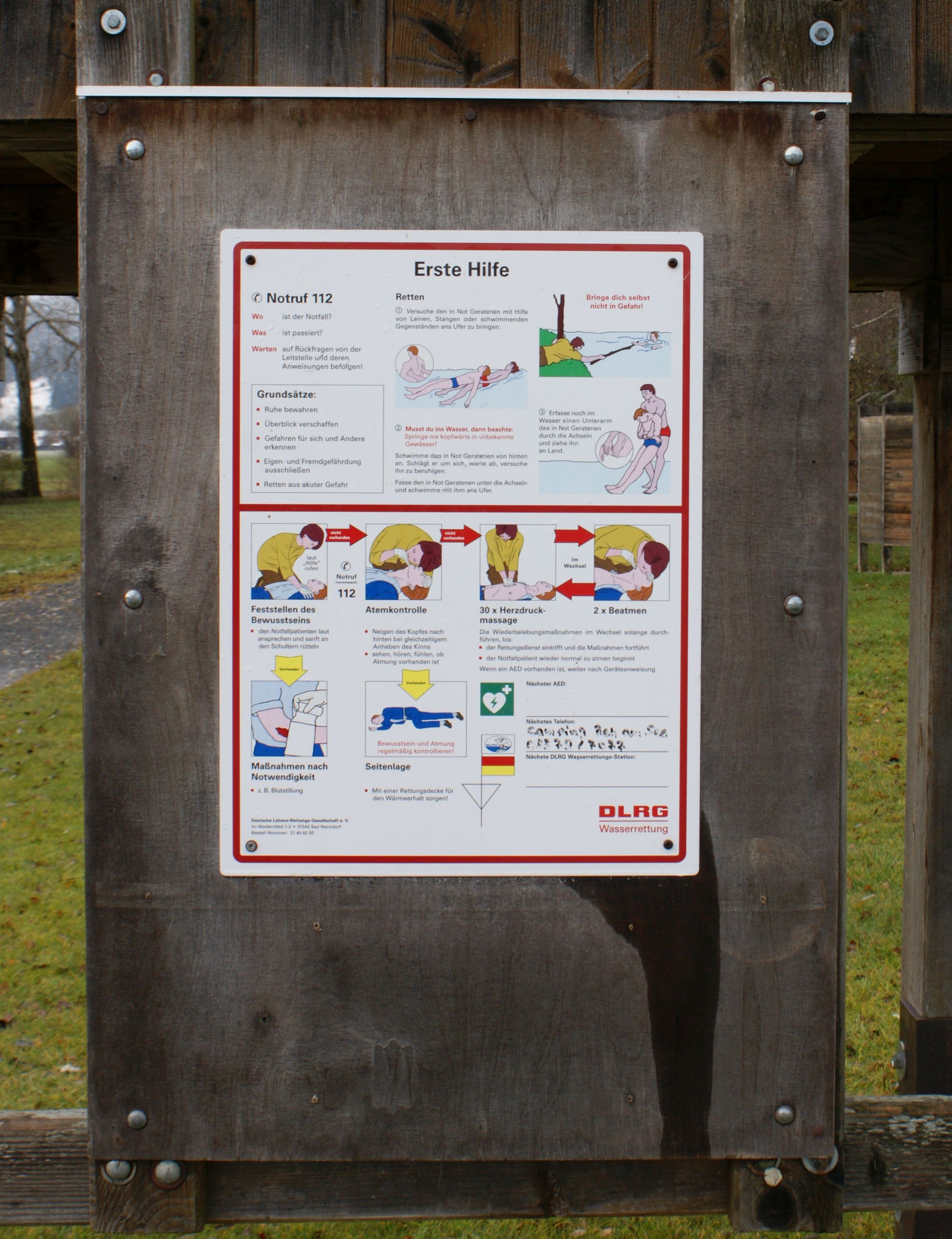
Erste-Hilfe-Tafel der DLRG am Niedersonthofener See im Oberallgäu

Ein Badeunfall ist ein Personenunfall beim Schwimmen oder Baden.

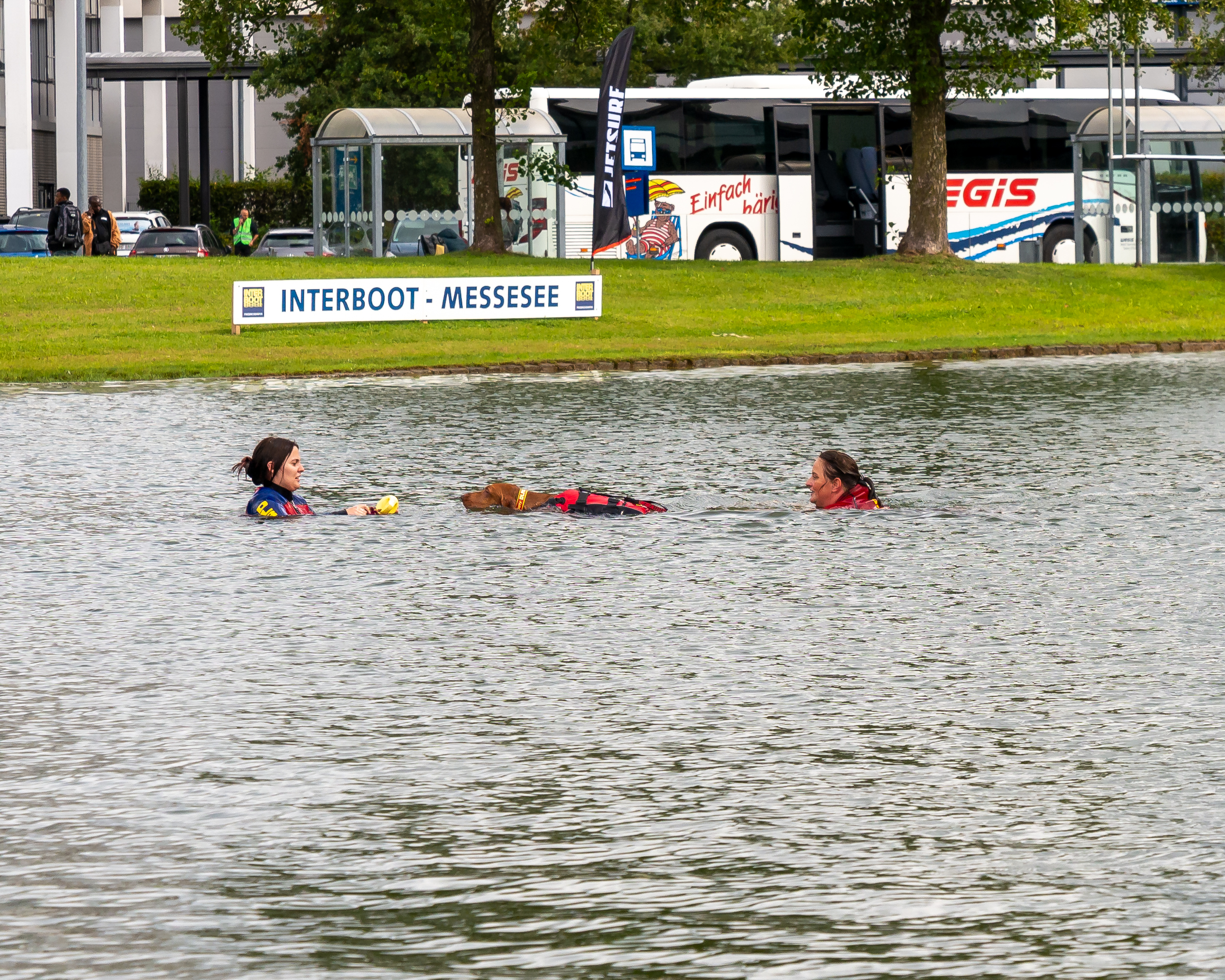
Rettungsdemonstration für einen Badeunfall

## Vermeidung und Erste Hilfe
Badeunfälle können durch Beachtung der Baderegeln weitgehend vermieden werden.
Verunglückte Badegäste bzw. Schwimmer werden durch Schwimmmeister bzw. Bad(e)meister, Fachangestellte für Bäderbetriebe (Deutschland) bzw. Fachmann/Fachfrau für Badeanlagen (Schweiz), Rettungsschwimmer oder andere hilfsbereite Badegäste geborgen, gerettet und versorgt (Erste Hilfe).